# Miss Angola 2004
Miss Angola 2004 foi a 6.ª edição do tradicional e mais prestigiado concurso de beleza feminino de nível nacional da Angola. Vinte e seis candidatas, representando todas as províncias do País africano e mais dois países participaram da competição. O certame realizou-se no espaço de eventos Cine Atlântico em 20 de Dezembro de 2003, visando eleger assim, a mais bela e capacitada candidata em busca do título de Miss Universo 2004.

## Resultados

### Colocações
| Posição   | Província e Candidata     |
| Vencedora | - Lunda-Sul — Telma Sonhi |
| 1.ª dama  | - Luanda — Silvia de Deus |
| 2.ª dama  | - Canada — Carolina Benge |

### Prêmios Especiais
- Foram distribuídos quatro prêmios este ano:[2]

| Posição          | Província e Candidata           |
| Miss Simpatia    | - Moxico — Jurelma da Silva     |
| Miss Fotogenia   | - Cuanza Sul — Albertina Manças |
| Miss Melhor Pele | - Cuanza Sul — Albertina Manças |
| Miss Ebonet      | - Benguela — Rosa de Almeida    |

## Candidatas
- Competiram este ano pelo título, as candidatas de:[3]

| Título                     | -        | Candidata             | I  | A    |
| Miss Bengo                 | Angola   | Esperança Rocha       | 26 | 1.76 |
| Miss Benguela              | Angola   | Rosa de Almeida       | 22 | 1.73 |
| Miss Bié                   | Angola   | Guilhermina Chivango  | 18 | 1.72 |
| Vice-Miss Bié              | Angola   | Elizabeth Ilunga      | 21 | 1.73 |
| Miss Cabinda               | Angola   | Andrea Cajada         | 19 | 1.69 |
| Miss Canada                | Canadá   | Carolina Benge        | 22 | 1.71 |
| Miss Cuando-Cubango        | Angola   | Maria Eyala           | 21 | 1.73 |
| Miss Cunene                | Angola   | Neusa Pupeico         | 19 | 1.72 |
| Miss Huambo                | Angola   | Janira Tavares        | 18 | 1.73 |
| Miss Huíla                 | Angola   | Patricia Ndalelochiwa | 21 | 1.70 |
| Miss Cuanza Norte          | Angola   | Jusilda António       | 22 | 1.76 |
| Miss Cuanza Sul            | Angola   | Albertina Manças      | 18 | 1.73 |
| Miss Cuanza Sul Individual | Angola   | Elizabeth Kixipo      | 24 | 1.70 |
| Miss Luanda                | Angola   | Silvia de Deus        | 19 | 1.76 |
| Miss Luanda Individual     | Angola   |                       |    |      |
| Miss Luanda Individual     | Angola   |                       |    |      |
| Miss Lunda-Norte           | Angola   | Helena Falcão         | 22 | 1.76 |
| Miss Lunda-Sul             | Angola   | Telma Sonhi           | 18 | 1.73 |
| Miss Malange               | Angola   | Isabel Correia        | 21 | 1.76 |
| Vice-Miss Malange          | Angola   | Solange Ramos         | 22 | 1.76 |
| Miss Moxico                | Angola   | Jurelma da Silva      | 21 | 1.73 |
| Miss Namibe                | Angola   | Hélia Vilila          | 20 | 1.70 |
| Miss Portugal              | Portugal | Neusa José            | 23 | 1.75 |
| Miss Uíge                  | Angola   | Marisa Ganga          | 21 | 1.71 |
| Miss Zaire                 | Angola   | Eduarda Kengue        | 19 | 1.70 |